# Lucio Turranio Graziano
Lucio Turranio Graziano (in latino: Lucius Turranius Gratianus; fl. 286-291) è stato un politico romano di età imperiale.
Fu vir clarissimus, corrector (governatore) dell'Acaia nel 285/286, poi praefectus urbi di Roma dal 290 al 18 febbraio 291.